# Schizotetranychus tuttleii
Schizotetranychus tuttleii är en spindeldjursart som beskrevs av Zaher, Gomaa och El-Enany 1982. Schizotetranychus tuttleii ingår i släktet Schizotetranychus och familjen Tetranychidae. Inga underarter finns listade i Catalogue of Life.